# František Gaulieder
František Gaulieder (ur. 18 stycznia 1951, zm. 25 marca 2017 w powiecie Šaľa) – słowacki polityk, współzałożyciel Ruchu na rzecz Demokratycznej Słowacji, poseł do Rady Narodowej. Został usunięty z parlamentu po głosowaniu w grudniu 1996 roku. W orzeczeniach Europejskiego Trybunału Praw Człowieka i Sądu Konstytucyjnego Słowacji stwierdzono, że prawa konstytucyjne Gauliedera zostały naruszone. W wyniku skandalu Słowacja została na pewien czas pozbawiona możliwości przystąpienia do Unii Europejskiej.
W 2014 roku kandydował na członka Rady Miejskiej Galanty. Otrzymał najwięcej głosów obywateli spośród wszystkich kandydatów (1516) i został posłem jako działacz obywatelski.
Zmarł w wyniku uderzenia przez pociąg 25 marca 2017 roku w nieznanych okolicznościach.